# Gerard Gruisen
Leonardus Gerardus (Gerard) Gruisen (Sittard, 4 februari 1935) is een Nederlands voormalig voetballer die onder contract stond bij Sittardia en Fortuna SC.

## Loopbaan

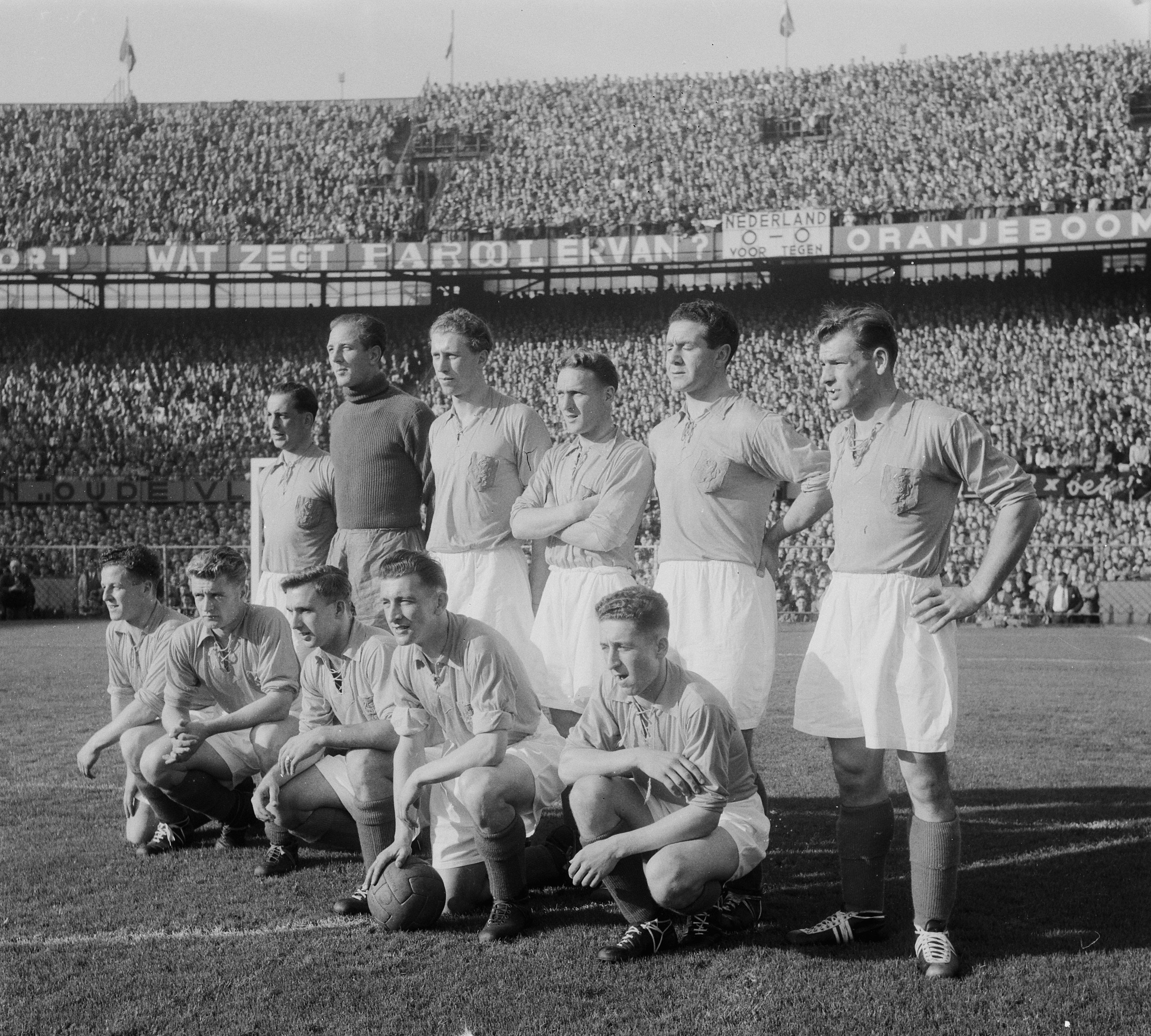
Gruisen (gehurkt rechts) met het Nederlands elftal (1953)

Gerard Gruisen was een talentvolle jeugdspeler die als 16-jarige zijn debuut maakte in de hoofdmacht van Sittardia. Dat was op 14 oktober 1951 in de met 1-0 verloren uitwedstrijd tegen Feyenoord in De Kuip. 
Twee jaar later werd hij al opgeroepen voor het Nederlands elftal. Het zou bij drie optredens blijven. Kort na zijn laatste interland op 4 april 1954 tegen België kwam hij nog eenmaal uit voor het Nederlands B-elftal, op 19 mei thuis tegen Noorwegen (5-2 winst).
De buitenspeler bleef zijn hele loopbaan trouw aan Sittardia waar hij lange tijd een succesvol koppel vormde met clubicoon en topschutter Harie Ehlen. Hij werd met Sittardia driemaal kampioen in de Eerste divisie: in 1959, 1964 en 1966. De eerste twee promoties werden direct gevolgd door degradatie uit de Eredivisie. 
Aan het einde van zijn carrière in 1968 fuseerde Sittardia met Fortuna '54.  

## Clubstatistieken
| Seizoen | Club       | Land      | Competitie                   | Wed. | Goals |
| ------- | ---------- | --------- | ---------------------------- | ---- | ----- |
| 1951/52 | Sittardia  | Nederland | Eerste klasse C              | 20   | 7     |
| 1952/53 | Sittardia  | Nederland | Eerste klasse C              | -    | 15    |
| 1953/54 | Sittardia  | Nederland | Eerste klasse C              | -    | 17    |
| 1954/55 | Sittardia  | Nederland | Eerste klasse C (afgebroken) | -    | 4     |
| 1954/55 | Sittardia  | Nederland | Eerste klasse B              | -    | 7     |
| 1955/56 | Sittardia  | Nederland | Hoofdklasse B                | -    | 7     |
| 1956/57 | Sittardia  | Nederland | Eerste divisie B             | -    | 9     |
| 1957/58 | Sittardia  | Nederland | Eerste divisie B             | -    | 6     |
| 1958/59 | Sittardia  | Nederland | Eerste divisie B             | -    | 14    |
| 1959/60 | Sittardia  | Nederland | Eredivisie                   | 33   | 9     |
| 1960/61 | Sittardia  | Nederland | Eerste divisie B             | -    | 12    |
| 1961/62 | Sittardia  | Nederland | Eerste divisie A             | -    | 6     |
| 1962/63 | Sittardia  | Nederland | Eerste divisie               | 30   | 7     |
| 1963/64 | Sittardia  | Nederland | Eerste divisie               | 30   | 8     |
| 1964/65 | Sittardia  | Nederland | Eredivisie                   | 30   | 7     |
| 1965/66 | Sittardia  | Nederland | Eerste divisie               | 22   | 4     |
| 1966/67 | Sittardia  | Nederland | Eredivisie                   | 8    | 1     |
| 1967/68 | Sittardia  | Nederland | Eredivisie                   | 4    | 0     |
| 1968/69 | Fortuna SC | Nederland | Eredivisie                   | 2    | 0     |
| Totaal  | Totaal     | Totaal    | Totaal                       | 179  | 140   |

### Nederlands elftal
| Interlands van Gerard Gruisen voor Nederland | Interlands van Gerard Gruisen voor Nederland | Interlands van Gerard Gruisen voor Nederland | Interlands van Gerard Gruisen voor Nederland | Interlands van Gerard Gruisen voor Nederland | Interlands van Gerard Gruisen voor Nederland |
| №                                            | Datum                                        | Wedstrijd                                    | Uitslag                                      | Soort Wedstrijd                              | Doelpunten                                   |
| Als speler bij Sittardia                     | Als speler bij Sittardia                     | Als speler bij Sittardia                     | Als speler bij Sittardia                     | Als speler bij Sittardia                     | Als speler bij Sittardia                     |
| -------------------------------------------- | -------------------------------------------- | -------------------------------------------- | -------------------------------------------- | -------------------------------------------- | -------------------------------------------- |
| 1.                                           | 25 oktober 1953                              | Nederland – België                           | 1 – 1                                        | Vriendschappelijk                            | 0                                            |
| 2.                                           | 7 maart 1954                                 | Nederland – Engeland                         | 2 – 0                                        | Vriendschappelijk                            | 0                                            |
| 3.                                           | 4 april 1954                                 | België – Nederland                           | 4 – 0                                        | Vriendschappelijk                            | 0                                            |